# Saint-Ludger-de-Milot
Saint-Ludger-de-Milot es un municipio canadiense situado en la provincia de Quebec.

## Superficie
Saint-Ludger-de-Milot tiene una superficie de 107,46 km².

## Demografía
En 2021, tenía 637 habitantes, una densidad poblacional de 5,9 hab./km², y 401 viviendas.